# Villa La Roche
Villa La Roche je vila v Paříži, kterou v letech 1923–1925 postavil architekt Le Corbusier. Nachází se na adrese Square du Docteur-Blanche č. 10 v 16. obvodu. V domě sídlí muzeum, které spravuje Fondation Le Corbusier. Je uvedena v katalogu moderní architektury mezinárodní organizace Iconic Houses, která sdružuje mimořádná díla světových architektů, architektonicky významné domy, domy umělců a ateliéry z 20. století přístupné veřejnosti jako domovní muzea.

## Historie
Vilu v letech 1923–1925 postavil Le Corbusier a jeho bratranec Pierre Jeanneret pro Raoula La Roche, švýcarského bankéře a sběratele avantgardního umění. La Roche pověřil Le Corbusiera postavit vilu včetně galerie pro umístění své umělecké sbírky.
V roce 1928 Le Corbusier a Charlotte Perriand spolupracovali na návrzích nábytku, který byl poprvé použit pro vilu La Roche.
La Roche je veřejnosti přístupná a slouží jako muzeum obsahující asi 8000 původních návrhů, studií a plánů Le Corbusiera (ve spolupráci s Pierrem Jeanneretem v letech 1922–1940), asi 450 jeho obrazů, 200 dalších prací na papíře a značnou část písemné a fotografické pozůstalosti.
Vily La Roche a Jeanneret-Raaf tvoří společně kompozici. Jsou vůči sobě v pravém úhlu s jednoduchými fasádami z bílého betonu.
Oba domy jsou od roku 1996 chráněny jako historické památky.
Vila La Roche byla v letech 2008–2009 restaurována.